# Fruering (plaats)
Fruering is een plaats in de Deense regio Midden-Jutland, gemeente Skanderborg. De plaats telt 219 inwoners (2008).
- Library of Congress Control Number: n78038102
- Nationale Bibliotheek van Israël: 987007545650805171
- Virtual International Authority File: 140698920